# José Jorge Loureiro
José Jorge Loureiro (23 avril 1791 à Lisbonne - 1er juin 1860) est un militaire et homme d'État portugais.